# Фридрих Карл фон Щолберг-Гедерн
Фридрих Карл фон Щолберг-Гедерн (на немски: Friedrich Karl zu Stolberg-Gedern; * 11 октомври 1693, Гедерн; † 28 септември 1767, Гедерн) от фамилията Щолберг, е граф от 1742 г. княз на Щолберг-Гедерн.

## Биография
Той е вторият син на граф Лудвиг Христиан фон Щолберг-Гедерн (1652 – 1710) и втората му съпруга херцогиня Христина фон Мекленбург-Гюстров (1663 – 1749), дъщеря на херцог Густав Адолф фон Мекленбург-Гюстров и съпругата му Магдалена Сибила фон Шлезвиг-Холщайн-Готорп.
Брат е на граф Кристиан Ернст фон Щолберг-Вернигероде (1691 – 1771) и граф Хайнрих Август фон Шолберг-Шварца (1697 – 1748).
След смъртта на баща му през 1710 г. Фридрих Карл получава господството Гедерн, според завещанието му от 23 януари 1699 г., и по-късно по една шеста от братята му. По нареждане на граф Фридрих Карл фон Щолберг-Гедерн в присъствието на император Карл VII във Франкфурт на Майн, той купува от него на 18 февруари 1742 г. издигането в съсловието на имперски княз само за себе си, децата му и сестра му манастирската дама Августа Мария цу Херфорд.
Той реновира дворецът в Гедерн.

## Фамилия
Фридрих Карл се жени на 22 септември 1719 г. в Лоренцен за графиня Луиза Хенриета фон Насау-Саарбрюкен (* 6 декември 1705; † 28 октомври 1766), дъщеря на граф Лудвиг Крафт фон Насау-Саарбрюкен и графиния Филипина Хенриета фон Хоенлое-Лангенбург. Те имат децата:
- Лудвиг Христиан (1720 – 1770), генерал-фелдвахтмайстер на Горнорейнския имперски окръг
- Густав Адолф (1722 – 1757), генерал-майор, убит в битката при Лойтен, женен на 22 октомври 1751 г. за принцеса Елизабет Филипина Клод фон Хорнес (1733 – 1826)

1. Луиза (* 1752; † 1824), ∞ (1772) Чарлз Едуард Стюарт и любовница на Виторио Алфиери
- Христиан Карл (1725 – 1764), наследник на баща си, но умира преди него, имперски генерал-фелдцойгмайстер, женен 1760 г. за графиня Елеанора Ройс-Лобенщайн (1736 – 1782), регентка на Щолберг-Гедерн (1767 – 1782)

1. Карл Хайнрих (* 1761; † 1804), последният княз на Щолберг-Гедерн (1767 – 1804)
2. Луиза (* 1764; † 1834), ∞ (1780) херцог Карл фон Саксония-Майнинген ∞ (1787) херцог Ойген фон Вюртемберг
- Каролина (1732 – 1796), омъжена на 13 април 1761 г. за княз Христиан Албрехт Лудвиг II фон Хоенлое-Лангенбург (1726 – 1789)